# 石川明日香
石川 明日香（いしかわ あすか、1998年4月20日 - ）は、日本の女子バスケットボール選手である。ポジションはパワーフォワード。Wリーグの山梨クィーンビーズ所属。

## 来歴
山梨県出身。
韮崎高校でインターハイベスト8を経験し、山梨学院大に進学。
2021年、山梨クィーンビーズにアーリーエントリーを経て加入。